# Kiler (Rosja)
Kiler (ros. Килер) – wieś w Rosji, w Dagestanie, w rejonie dokuzparyńskim. W 2010 liczyła 395 mieszkańców, głównie Lezginów.